# Jan Heykamp
abp Jan Heykamp (wł.Johannes Heijkamp) (ur. 18 czerwca 1824 w Utrechcie, zm. 8 stycznia 1892 w Utrechcie) – starokatolicki arcybiskup Utrechtu w latach 1874–1892.

## Życiorys
Jan Heykamp w latach 1853–1858 studiował w starokatolickim seminarium duchownym w Amersfoort. W latach 1858–1874 pracował jako proboszcz w kościele starokatolickim w Schiedam. Jego wujem był Hermanus Heykamp – biskup Deventer, wikariusz generalny archidiecezji Utrechtu Rzymskokatolickiego Kościoła Starobiskupiego Kleru.
17 września 1867 roku  Jan Heykamp został wybrany biskupem diecezji Haarlem, ale ze względu na konflikty personalne w Kościele Starokatolickim w Holandii nie został konsekrowany na biskupa. Wreszcie 15 grudnia 1874 roku wybrany na biskupa diecezji utrechckiej i wyświęcony 28 kwietnia 1875 roku przez Kaspra Rinkla i Józefa Huberta Reinkensa. Podczas jego rządów zawiązano Unię Utrechcką Kościołów Starokatolickich.